# Marioutini
Marioutini es una tribu de coleópteros polífagos de la familia Dermestidae.

## Géneros
- Mariouta
- Rhopalosilpha